# Карпатська Україна (фільм)
Карпатська Україна — український документальний фільм про Карпатську Україну відзнятий українцем з Американської діаспори Калеником Лисюком.

## Історія створення фільму
Каленик Лисюк приїхав разом із сином Петром до Закарпаття з США на початку 1939 року. Їм вдалося відзняти проголошення незалежності Карпатської України 15 березня 1939 року у місті Хуст. Пізніше вони знімали бої, які точилися між українськими загонами й угорською армією. Під час одного з боїв загинув Петро Лисюк.
Повернувшись до США, Калетник Лисюк продовжив роботу над фільмом. Для нього він знайшов вояків Карпатської Січі й організував реконструкції кількох подій. Фільм було зкомпоновано 1942 року..